# Gimnasio de Camp Crowder
El Gimnasio de Camp Crowder es un edificio escolar ubicado en 205 Shiloh Drive, Sulphur Springs (condado de Benton, Arkansas). Es una estructura de madera de un solo piso, cubierta con tablas de intemperie, con secciones de techo de cobertizo que se extiende a lo largo de la edificación. Fue construido a principios de la década de 1940 en Camp Crowder, una base militar en Misuri, y trasladado a este lugar en 1948 por Brown Military Academy of the Ozarks. El complejo del que forma parte ha pasado por una variedad de cambios de propiedad institucional, y el edificio continúa sirviendo como centro de actividades recreativas. Es un raro ejemplo de construcción militar en la pequeña comunidad.
Fue incluido en el Registro Nacional de Lugares Históricos en 2011. El número de referencia NRHP es 11000685.